# 新加坡國會
新加坡國會（英語：Parliament of Singapore），組織結構沿用西敏制，與新加坡總統共同組成新加坡的立法機構。新加坡國會屬一院制，由民選國會議員、非選區議員及官委議員組成。2025年大選過後，共選出95席民選議員及2席非選區議員，加上9席官委議員組成第15屆國會，開議日期为9月5日。

## 成員
新加坡國會屬一院制，所有國會議員皆歸屬於單一議院，無上下議院設置。2010年4月26日，《新加坡憲法》修憲後，依據憲法與相關法規規定，最高可以有105席議員，其中93席為民選議員，可任命最多12席非選區議員以及最多9席官委議員。2020年大選過後，共選出93席議員，並可任命（或依據《國會選舉法》宣告當選）2席非選區議員。

### 民選議員
截至2020年大選，依據大選需要，將新加坡全國分成31個選區，其名稱與邊界劃分由新加坡總理指定並刊登公報；其中14個選區為單選區，17個選區為集選區。集選區於1991年引入，以確保在國會中有馬來籍、印度籍與其他少數族群的代表。在集選區當中，所有候選人必須以同一政黨或全為獨立候選人組成參選團隊，其中至少一位必須屬於馬來、印度或少數族群社群。新加坡總統依據內閣指示，可宣告哪些選區為集選區及其人數（3至6人），以及該集選區的少數族群代表為馬來、印度或其他族群。不論何時，必須至少有8個選區為非集選區，並且集選區的議員人數不得少於當屆大選所有改選議員席次的四分之一。
每一選區可選1席議員（單選區）或由總統指定席次之團隊（集選區）進入國會服務。目前各集選區席次介於4至6席，也就是說，單選區得票最高的候選人，以及集選區中得票最高的4至6名（人數依各集選區規定）參選人團隊才能入國會。目前單選區可產生12名議員，集選區則為75名。所有議員選舉採用領先者當選機制，且單一候選人不能同時擔任兩個選區以上的候選人。

### 委任議員

#### 非選區議員
非選區議員於1984年引入，確保國會中有不屬於執政黨的最少席次反對黨議員。2020年7月10日起，憲法規定非選區議員席次最多為12席減去反對黨當選席次。依據2020年大選結果，反對黨共贏得10席議員，因此依法可宣告當選2席非選區議員，該席次由代表新加坡前進黨參選西海岸集選區的梁文輝與潘群勤獲得。

#### 官委議員
1990年，《新加坡憲法》經修正，可任命最多9席官委議員。這項修正是因為當時認為在國會的兩個反對黨無法充分表達國會外部的重要另類觀點，並且能讓還沒準備好經營地方選區及參選議員的新加坡公民，藉此提升國會實務經驗。

### 議長
議長總體負責管理議會及其秘書處，其正式職責為主持會議、辯論，並根據議會標準規範做出決定，以利進行議會事務。議長不參與辯論，但如果為國會議員，則能反對議案或表態棄權。議長也以國會代表經營對外關係，並在國事活動或海外訪問中作為國會的對外象徵。
議長必須在每次大選後的第一次國會會議上選出，之後才能進行其他工作。如果議長因為解散國會以外的事由而出缺，則必須先補選議長，才能進行其他工作。議長通常由不擔任閣員或國會秘書長的議員中選出，但有可能選出非議員身份的人。即便如此，非議員的候選人必須具備可被選為議員的資格。議長的薪資在其任期當中不得削減。
議長可在任何時候向國會職員書面提交辭職聲明。議長在以下三種情況會自動離職：
- 國會大選過後的第一次會議；
- 議長為議員，且因為解散國會以外的原因而不再擔任議員，或是擔任閣員或國會秘書長；
- 議長不是議員，且不再是新加坡公民或依據憲法第45條失去資格[32]。

## 歷屆國會組成
超級多數黨
  多數黨
  相對多數黨
  最大反對黨
| 屆次 （選舉） | 補選                 | 組成 （任期開始時） | 議長                                                                      | 總理                                                               | 反對黨領袖                                                  | 行動黨         | 工人黨        | 民主黨 | 人民黨   | 民聯       | 前進黨   | 社陣     | 聯民黨 |
| ------------- | -------------------- | ------------------- | ------------------------------------------------------------------------- | ------------------------------------------------------------------ | ----------------------------------------------------------- | -------------- | ------------- | ------ | -------- | ---------- | -------- | -------- | ------ |
| 1 （1963年）  | 1965年 1966年 1967年 | 14:37               | E·W·巴克（1963-64年） A·P·拉賈 （1964-66年） 庫馬拉斯瓦米（1966-68年）    | 李光耀 (人民行動黨)                                                | 不適用                                                      | 37↓ 38↓ 44↓ 49 | -             | -      | -        | -          | -        | 13↓ 6↓ 2 | 1↓ 0   |
| 2 （1968年）  | 1970年               | 0:58                | 庫馬拉斯瓦米（1968-70年） 楊錦成（1970-72年）                             | 李光耀 (人民行動黨)                                                |                                                             | 58             | -             | -      | -        | -          | -        | -        | -      |
| 3 （1972年）  | 不適用               | 0:65                | 楊錦成                                                                    | 李光耀 (人民行動黨)                                                |                                                             | 65             | -             | -      | -        | -          | -        | -        | -      |
| 4 （1976年）  | 1977年 1979年        | 0:69                | 楊錦成                                                                    | 李光耀 (人民行動黨)                                                |                                                             | 69             | -             | -      | -        | -          | -        | -        | -      |
| 5 （1980年）  | 1981年               | 0:75                | 楊錦成                                                                    | 李光耀 (人民行動黨)                                                | 惹耶勒南 (工人黨)                                           | 75↓ 74         | 0↓ 1          | -      | -        | -          | -        | -        | -      |
| 6 （1984年）  | 不適用               | 2:77                | 楊錦成                                                                    | 李光耀 (人民行動黨)                                                | 惹耶勒南（1984-86年） (工人黨) 詹時中（1986-88年） (民主黨) | 77             | 1↓ 0          | 1↓ 0   | -        | -          | -        | -        | -      |
| 7 （1988年）  | 不適用               | 2:1:80              | 楊錦成（1988-89年） 陳樹群（1989-91年）                                   | 李光耀（1988-90年） (人民行動黨) 吳作棟（1990-91年） (人民行動黨)  | 詹時中 (民主黨)                                             | 80             | 2 非選區      | 1      | -        | -          | -        | -        | -      |
| 8 （1991年）  | 1992年               | 0:4:77              | 陳樹群                                                                    | 吳作棟 (人民行動黨)                                                | 詹時中（1991-93年） (民主黨) 林孝諄（1993-97年） (民主黨)   | 77             | 1             | 3      | -        | -          | -        | -        | -      |
| 9 （1997年）  | 不適用               | 1:2:81              | 陳樹群                                                                    | 吳作棟 (人民行動黨)                                                | 詹時中 (人民黨)                                             | 81             | 1 1 非選區    | -      | 1        | -          | -        | -        | -      |
| 10 （2001年） | 不適用               | 1:2:82              | 陳樹群（2001-02年） 阿都拉·塔姆基（2002-06年）                            | 吳作棟（2001-04年） (人民行動黨) 李顯龍（2004-06年） (人民行動黨)  | 詹時中 (民聯)                                               | 82             | 1             | -      | -        | 1 1 非選區 | -        | -        | -      |
| 11 （2006年） | 不適用               | 1:2:82              | 阿都拉·塔姆基                                                             | 李顯龍 (人民行動黨)                                                | 劉程強 (工人黨)                                             | 82             | 1 1 非選區    | -      | -        | 1          | -        | -        | -      |
| 12 （2011年） | 2012年 2013年        | 3:6:81              | 邁克·柏默（2011-12年） 張有福（2012-13年代理） 哈莉瑪·雅各布（2013-15年） | 李顯龍 (人民行動黨)                                                | 劉程強 (工人黨)                                             | 81↓ 80         | 6↓ 7 2 非選區 | -      | 1 非選區 | -          | -        | -        | -      |
| 13 （2015年） | 2016年               | 3:6:83              | 哈莉瑪·雅各布（2015-17年） 張有福（2017年代理） 陳川仁（2017-20年）       | 李顯龍 (人民行動黨)                                                | 劉程強（2015-18年） (工人黨) 畢丹星（2018-20年） (工人黨)   | 83↓ 82         | 6 3 非選區    | -      | -        | -          | -        | -        | -      |
| 14 （2020年） | 不適用               | 2:10:83             | 陳川仁（2020-23年） 陈舜娘（2023年代理） 謝健平（2023年-）                | 李顯龍 （2020-24年） (人民行動黨) 黃循財（2024-25年） (人民行動黨) | 畢丹星 (工人黨)                                             | 83↓ 82 80      | 10↓ 9↓ 8      | -      | -        | -          | 2 非選區 | -        | -      |
| 15 （2025年） | 不適用               | 2:10:87             |                                                                           | 黃循財 (人民行動黨)                                                | 畢丹星 (工人黨)                                             | 87             | 10 2 非選區   | -      | -        | -          | -        | -        | -      |

## 外部連結
- 新加坡國會 （页面存档备份，存于） （英文）
- 新加坡政黨競爭史 作者：國立暨南國際大學東南亞研究所陳曉郁
- 新加坡民主啟示[永久] 作者：萧功秦

1°17′21″N 103°51′00″E / 1.2892°N 103.8500°E